# Evo Moment ＃37
“Evo Moment #37”，又称“Daigo Parry”，在日本也被稱作“背水的逆轉劇”（背水の逆転劇）。指的是2004年進化冠軍系列賽的街头霸王3.3项目的半决赛中，选手梅原大吾在生命值几乎为零时，连续15次防御住对手贾斯丁·王的必殺技，成功反勝的时刻。Evo Moment #37被多家网站描述为电子竞技中最具标志性的时刻，对格斗游戏的电子竞技项目产生了强烈影响。

## 背景
街头霸王3.3的半决赛于8月1日在加利福尼亚州波莫纳的波莫纳加利福尼亚州立理工大学举行。比赛双方是日本选手梅原大吾和美国选手贾斯丁·王，他们当时都被认为是最好的街头霸王选手之一，并且这场比赛是双方的第一次交手。尽管如此，由于他们在游戏理念上的差异，两人已经以相互竞争而闻名。街头霸王也是唯一一款在EVO比赛中仍然在传统街机玩的游戏，所有其他游戏都只能在家用游戏机上玩。在这场比赛中，梅原大吾选择了肯，贾斯丁选择了春丽。

## Evo Moment #37
在最后一轮中——此前每个选手都赢了一轮，梅原刚开局处于劣势，因为贾斯丁的打法很保守，慢慢地减少了梅原的生命值，《滚石》将贾斯丁在这场比赛中的行为描述为“与梅原咄咄逼人的做法相反”，并称比赛视频显示王的保守打法对梅原是有效的。比赛评论员兼开发商卡普空员工塞思·基利安（Seth Killian）评论说：“这一次梅原罕见的生气了。贾斯丁的打法让他一点办法都没有。”在該輪的最後30秒左右，梅原大吾操作的肯只剩下了最后一点生命值。贾斯丁可以靠拖时间保证获胜，但他急于结束比赛。
此时，任何必杀技在其连续攻击时都会将梅原的角色击倒，因为必杀技即使被防御也会造成少量伤害。为了赢得这一局，贾斯丁使用了春丽的必杀技“凤翼扇”攻击梅原的肯。然而，梅原并没有避开它，而是选择了“格挡”，这是一种高风险、高回报的技巧，可以让防御者在不损失任何生命值的情况下阻挡来袭的攻击，想要完成格挡，就必须在对手攻击到来的7帧（0.116秒）内用摇杆输入一个向前的指令，格挡才能生效，如果是连续格挡，则需将摇杆复位后再将摇杆推到前面才能完成。梅原必须预测他的对手何时开始他的必杀技，在移动开始之前进行第一次格挡，然后在必杀技剩余的连续14次攻击时再完成14次格挡。梅原成功了，接着他操作的肯跳起来在半空中反击春丽的最后一次攻击，然后发动了一个以连击必杀技“疾風迅雷脚”终结的十二连击，贾斯丁根本没有防御的机会，梅原赢得比赛。
游戏网站GamePro和Eurogamer描述了现场观众的狂喜反应：当梅原招架贾斯丁的动作并扭转比赛时，人群爆发出惊人的欢呼声和叫喊声。虽然梅原赢得了这场不可思议的比赛，但他在总决赛中输给了選擇陰的日本选手“K.O”。

## 传播
比赛组织者之一和解说本·库雷顿（Ben Cureton）被要求在比赛结束后制作名为“Daigo Parry”的视频。 库雷顿上传了标题为“Evo Moment #37”的视频，随机选择了一个两位数来为该亮点编号。在《Evo Moment 37》一书中作者写道：
显然，这是本届Evo的第一大亮点，但我们在选择37这样的数字时，它会向不在场的观众发出信号：Evo有很多像“Daigo Parry”这样令人难以置信的时刻。他想确保人们不会错过明年的Evo 2005。
2019年，Evo业务开发人员、《铁拳》游戏社区顾问马克·胡里奥（Mark Julio）在一堆旧磁带和光盘中发现了一段之前未被注意到的比赛录像。这段视频由“Ace R”录制，视频从不同的角度拍摄，包括人群中不同的现场反应。他于2019年4月在YouTube上传了此视频。

## 影響與後續
Evo Moment #37经常被描述为电子竞技历史上最具标志性和最令人难忘的时刻。Kotaku将其与其他经典的体育时刻相提并论，例如貝比·魯斯的全壘打預告和“冰上奇迹”。
在接受EventHubs的记者约翰·格雷罗（John Guerrero）采访时，贾斯丁·王表示，他相信Evo Moment #37可能“拯救”了当时不太活跃的格斗游戏社区。梅原在他2016年的自传中对这场比赛进行了更深入的描述，其中他也解释了他为什么会短暂离开格斗游戏社区。为了纪念这个时刻，在街头霸王3.3的在线版的一项挑战中，玩家需要完成“Daigo Parry”以通过挑战。2014年，梅原和贾斯丁举行了一场重赛，以庆祝十年前的Evo Moment #37，贾斯丁再次试图用春丽的必杀技击败梅原。梅原再次成功格挡了春丽的必杀技，但这次贾斯丁有足够的生命值，在几秒钟后赢得了这一回合。格伦·克雷文斯（Glenn Cravens）同年还自行出版了一本名为《Evo Moment 37》的书。
到2016年，Evo Moment #37的观看次数已超过3千万次，成为有史以来观看次数最多的电竞时刻之一。而在2016年的一场友谊赛中，英国街霸选手莱恩哈特在没有看电视屏幕的情况下成功再次完成了“Daigo Parry”。

## 外部連結
- YouTube上的Official Evo Moment #37, Daigo vs Justin Evo 2004 in HD，官方釋出的HD版本。
- YouTube上的EVO 2004: Daigo Umehara VS. Justin Wong - Alternate Viewpoint!，由Ace R錄製的版本，另外一個視角。
- YouTube上的REVIEWING THE TAPES: EVO MOMENT 37，贾斯丁·王（英语：Justin Wong）對當年比賽過程的自評。